# Chalarodon madagascariensis
Chalarodon madagascariensis е вид влечуго от семейство Мадагаскарски игуани (Opluridae). Видът не е застрашен от изчезване.

## Разпространение и местообитание
Разпространен е в Мадагаскар.
Обитава градски и гористи местности, пустинни области, места с песъчлива и суха почва, крайбрежия, плажове и плата.

## Описание
Популацията на вида е стабилна.